# وليام روتو
وليام روتو (بالإنجليزية: William Ruto)‏ (مواليد 21 ديسمبر 1966) هو سياسي كيني يشغل منصب الرئيس الخامس والحالي لكينيا منذ 13 سبتمبر 2022. وكان في السابق يشغل منصب نائب رئيس كينيا منذ 9 أبريل 2013 إلى 13 سبتمبر 2022، وقد أعلن تحالفه مع حزب التحالف الديمقراطي المتحد في 20 ديسمبر 2021 لخوض الانتخابات الرئاسية.

## وصلات خارجية
- وليام روتو على موقع الموسوعة البريطانية (الإنجليزية)
- وليام روتو على موقع مونزينجر (الألمانية)